# Fjätfallen-Kryptjärn
Fjätfallen-Kryptjärn är ett naturreservat i Älvdalens kommun i Dalarnas län.
Området är naturskyddat sedan 2016 och är 259 hektar stort. Reservatet omfattar en sträcka av Fjätälvens nedre lopp med två vattenfall och  bäcken Krypan. Naturen består av granstråk, torra tallhedar, myrområden och blandskog. 